# Tenisz a 2020. évi nyári olimpiai játékokon
A 2020. évi nyári olimpiai játékokon a tenisz mérkőzéseit 2021. július 25. és augusztus 4. között rendezték meg 176 versenyző részvételével. Összesen 5 versenyszámban avattak olimpiai bajnokot, női és férfi egyéniben, női és férfi párosban, valamint vegyes párosban. A mérkőzésekre kemény borítású pályán került sor.

A teniszverseny helyszíne

Az olimpiai tenisztornán Magyarországot Fucsovics Márton képviselte volna, aki az indulásra jogot szerzett, ki is utazott a helyszínre, azonban az első forduló előtt vállsérülése miatt visszalépett a versenytől. Babos Tímea a páros világranglistán elért helyezése alapján kvalifikációt szerzett és Jani Réka Lucával a párosok versenyén indult volna, azonban csípősérülése miatt egy héttel az olimpia előtt visszalépésre kényszerült és így párostársa sem indulhatott.
A címvédők közül férfi egyesben a kétszeres olimpiai bajnok Andy Murray ezúttal szabadkártyával indulhatott volna, de az első forduló előtt sérülés miatt visszalépett. Női egyesben 2016-ban nagy meglepetésre a Puerto Ricó-i Mónica Puig végzett az első helyen, ezúttal azonban sérülés miatt nem indult el. Férfi párosban a spanyol Marc López–Rafael Nadal, női párosban az orosz Jekatyerina Makarova–Jelena Vesznyina, míg vegyes párosban az amerikai Bethanie Mattek-Sands–Jack Sock páros szerezte meg 2016-ban az olimpiai bajnoki címet. Férfi párosban a címvédők nem indultak ezen az olimpián; a női páros résztvevői közül Makarova visszavonult a versenyzéstől, Vesznyina ezúttal Vera Zvonarjovával indult, míg a vegyes párosban a 2016-ban győztes párból csak Mattek-Sands kvalifikálta magát, akinek a párja ezúttal Rajeev Ram volt.
A győzelmet női egyesben a svájci Belinda Bencic szerezte meg, aki a döntőben 7–5, 2–6, 6–3 arányban győzött a cseh Markéta Vondroušová ellen, a bronzérmes az ukrán Elina Szvitolina lett. A férfi egyesben az olimpiai bajnoki címet a német Alexander Zverev szerezte meg, miután a döntőben 6–3, 6–1 arányban legyőzte az orosz Karen Hacsanovot, míg a bronzérmes a spanyol Pablo Carreño Busta lett. Női párosban a Barbora Krejčíková–Kateřina Siniaková cseh páros nyerte az olimpiai aranyérmet, miután a döntőben 7–5, 6–1 arányban legyőzték a svájci Belinda Bencic–Viktorija Golubic párost, a bronzérmes a brazil Laura Pigossi és Luisa Stefani alkotta páros lett. Férfi párosban az első helyen a horvát Nikola Mektić és Mate Pavić végzett, miután a döntőben 6–4, 3–6, [10–6] arányban legyőzték Marin Čilić és Ivan Dodig párosát, a bronzérmes az új-zélandi Marcus Daniell–Michael Venus páros lett. Vegyes párosban az olimpiai bajnoki cím két orosz páros között dőlt el, akik közül Anasztaszija Pavljucsenkova és Andrej Rubljov párosa nyerte az aranyérmet, miután a döntőben 6–3, 6–7(5), [13–11] arányban legyőzték Jelena Vesznyina és Aszlan Karacev párosát. A bronzérmet az Ashleigh Barty–John Peers ausztrál páros szerezte meg.

## Kvalifikáció
A teljesítmény alapján történő kvalifikáció, valamint a szabadkártyák elosztásának szabályait a Nemzetközi Teniszszövetség (ITF) által kiadott memorandum tartalmazta. Az egyéni versenyszámokban való részvételre 56 férfi és 56 női játékos az ATP, illetve a WTA által 2021. június 14-én kiadott hivatalos világranglisták alapján szerzett jogot. A feltételek között szerepelt a férfiak esetében a Davis-kupán a nőknél a Billie Jean King-kupán való szereplés is. A kvalifikáció során figyelembe vették, hogy egy országból legfeljebb négy férfi és négy női versenyző indulhatott. Ennek megfelelően, ha a világranglista első 56 helyén ugyanazon országból négynél több versenyző állt, akkor az ötödik (és további) versenyzők már nem indulhattak. Helyükre a ranglista 56. helye után következő versenyzők léptek, amennyiben az illető országból még négynél kevesebben szereztek kvalifikációt. Ugyanígy jártak el abban az esetben, ha a kvalifikációt szerzett versenyzők közül valaki sérülés vagy egyéb ok miatt lemondott a részvételről. A fennmaradó 8 helyből hatra a kontinentális szövetségek jelöltek ki versenyzőt, és helyet kapott a házigazda ország egy versenyzője, valamint egy korábbi olimpiai bajnok vagy Grand Slam-győztes.
Párosban 32 csapat szintén a június 14-i ranglisták alapján kvalifikálhatta magát. A páros világranglista első tíz helyezettje szerzett jogot az indulásra, akik saját országuk képviselői közül választhattak párt maguknak, olyat aki az egyéni vagy a páros világranglista első 300 sportolója között volt található. A fennmaradó helyeket a kombinált ranglista alapján osztották ki azon versenyzők között, akik egyéniben kvalifikációt szereztek. Párosban egy országból legfeljebb két csapat indulása engedélyezett. Nemenként egy csapatot a rendező ország indíthatott.
Vegyes párosban nem volt kvalifikációs előírás. Ebben a versenyszámban azok indulhatnak, akik egyéniben vagy párosban kvalifikálták magukat. 15 csapat és a fogadó ország csapata indulhat.

## Visszalépők
A Covid19-világjárvány miatt több élvonalbeli, egyébként kvalifikációt szerzett versenyző visszalépett a versenytől. A férfi és női világranglista első tíz helyezettje közül négyen-négyen, köztük Rafael Nadal és Roger Federer, vagy a nőknél Serena Williams és Simona Halep. A férfiaknál minden korábbi tornánál több, 40 kvalifikációt szerző sportoló mondta le a részvételt, vagy a nemzeti szövetségük nem indította őket, míg a nőknél 14-en nem élnek részvételi jogukkal.

## Éremtáblázat
(A táblázatokban a rendező nemzet sportolói eltérő háttérszínnel, az egyes számoszlopok legmagasabb értéke vagy értékei vastagítással kiemelve.)
| A 2020. évi nyári olimpiai játékok éremtáblázata teniszben | A 2020. évi nyári olimpiai játékok éremtáblázata teniszben | A 2020. évi nyári olimpiai játékok éremtáblázata teniszben | A 2020. évi nyári olimpiai játékok éremtáblázata teniszben | A 2020. évi nyári olimpiai játékok éremtáblázata teniszben | Olimpia  |
| ---------------------------------------------------------- | ---------------------------------------------------------- | ---------------------------------------------------------- | ---------------------------------------------------------- | ---------------------------------------------------------- | -------- |
|                                                            | Ország                                                     | Arany                                                      | Ezüst                                                      | Bronz                                                      | Összesen |
| 1.                                                         | Az Orosz Olimpiai Bizottság versenyzői (ROC)               | 1                                                          | 2                                                          | 0                                                          | 3        |
| 2.                                                         | Csehország (CZE)                                           | 1                                                          | 1                                                          | 0                                                          | 2        |
| 2.                                                         | Horvátország (CRO)                                         | 1                                                          | 1                                                          | 0                                                          | 2        |
| 2.                                                         | Svájc (SUI)                                                | 1                                                          | 1                                                          | 0                                                          | 2        |
| 5.                                                         | Németország (GER)                                          | 1                                                          | 0                                                          | 0                                                          | 1        |
|                                                            |                                                            |                                                            |                                                            |                                                            |          |
| 6.                                                         | Ausztrália (AUS)                                           | 0                                                          | 0                                                          | 1                                                          | 1        |
| 6.                                                         | Brazília (BRA)                                             | 0                                                          | 0                                                          | 1                                                          | 1        |
| 6.                                                         | Spanyolország (ESP)                                        | 0                                                          | 0                                                          | 1                                                          | 1        |
| 6.                                                         | Új-Zéland (NZL)                                            | 0                                                          | 0                                                          | 1                                                          | 1        |
| 6.                                                         | Ukrajna (UKR)                                              | 0                                                          | 0                                                          | 1                                                          | 1        |
|                                                            |                                                            |                                                            |                                                            |                                                            |          |
| Összesen                                                   | Összesen                                                   | 5                                                          | 5                                                          | 5                                                          | 15       |

## Érmesek
| A 2020. évi nyári olimpiai játékok érmesei teniszben |                                                                                             |                                                                                  |                                                  |
| Versenyszám                                          | Arany                                                                                       | Ezüst                                                                            | Bronz                                            |
| Férfi egyes                                          | Alexander Zverev (GER)                                                                      | Karen Hacsanov (ROC)                                                             | Pablo Carreño Busta (ESP)                        |
| Női egyes                                            | Belinda Bencic (SUI)                                                                        | Markéta Vondroušová (CZE)                                                        | Elina Szvitolina (UKR)                           |
| Férfi páros                                          | Horvátország (CRO) · Nikola Mektić · Mate Pavić                                             | Horvátország (CRO) · Marin Čilić · Ivan Dodig                                    | Új-Zéland (NZL) · Marcus Daniell · Michael Venus |
| Női páros                                            | Csehország (CZE) · Barbora Krejčíková · Kateřina Siniaková                                  | Svájc (SUI) · Belinda Bencic · Viktorija Golubic                                 | Brazília (BRA) · Laura Pigossi · Luisa Stefani   |
| Vegyes páros                                         | Az Orosz Olimpiai Bizottság versenyzői (ROC) · Anasztaszija Pavljucsenkova · Andrej Rubljov | Az Orosz Olimpiai Bizottság versenyzői (ROC) · Jelena Vesznyina · Aszlan Karacev | Ausztrália (AUS) · Ashleigh Barty · John Peers   |